# Río Dzhidá

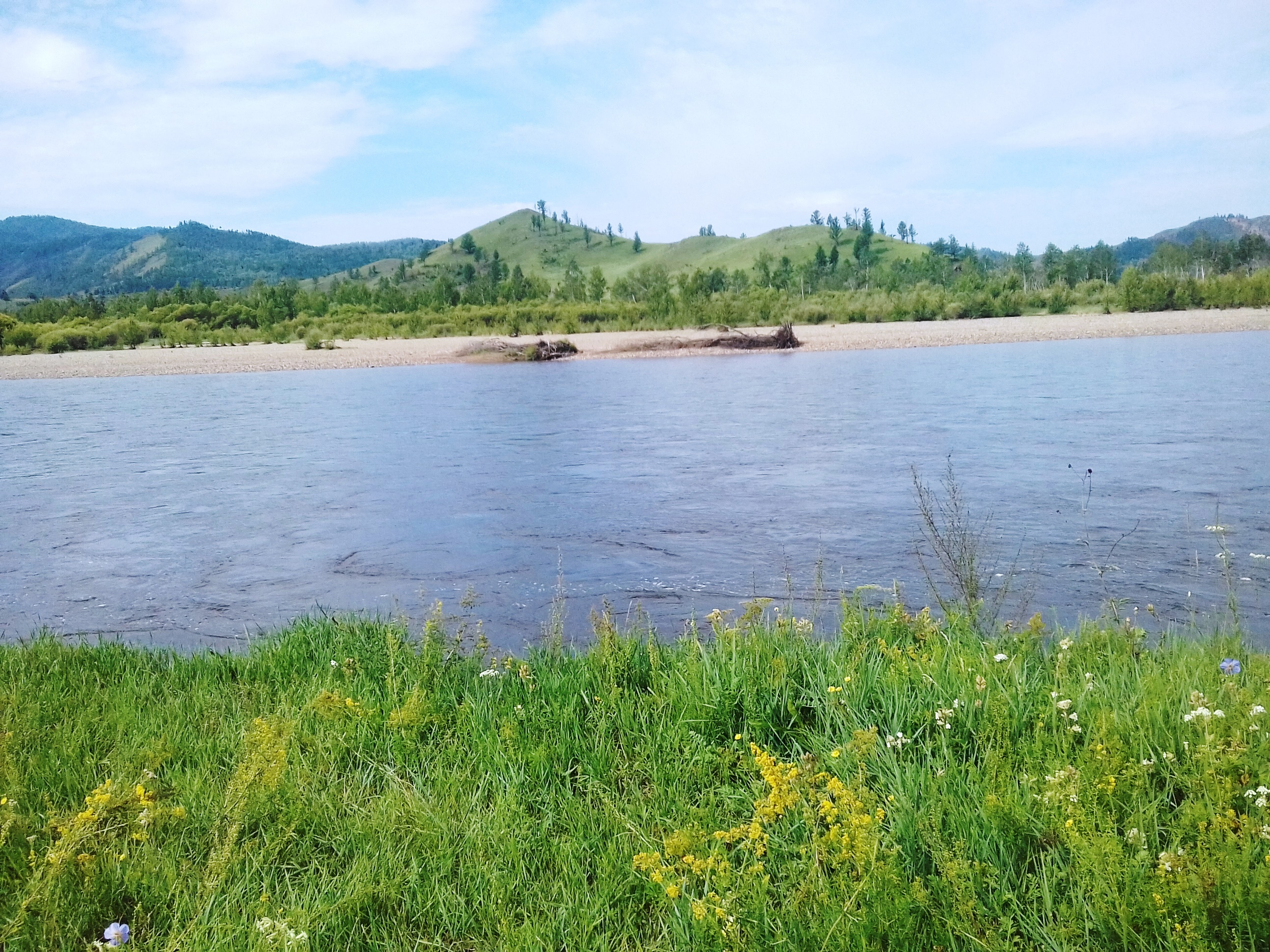
La orilla del río Dzhidá. Dzhidinsky distrito de Buriatia, Rusia

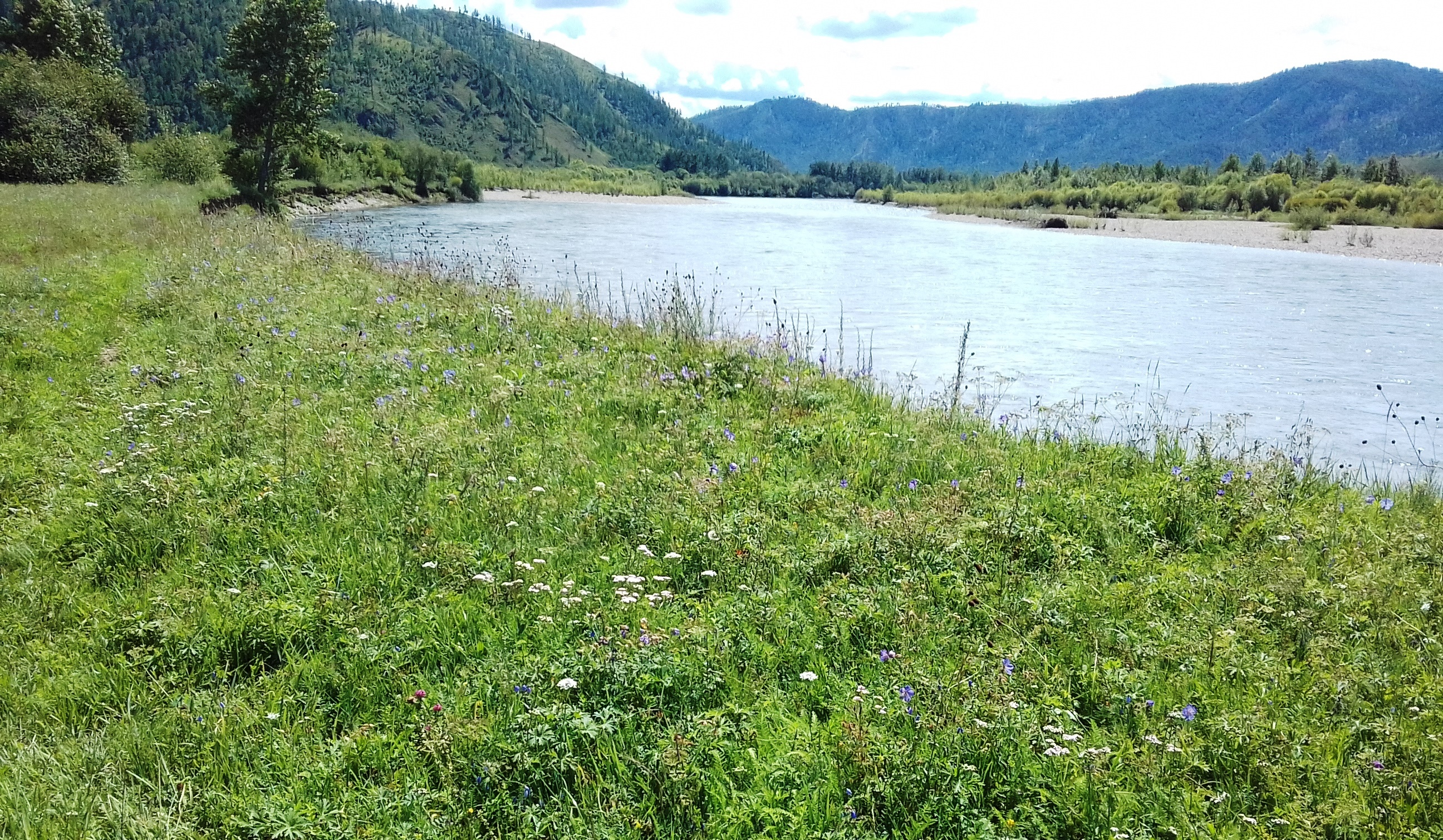
El río Dzhidá en el área de los prados de Toreyskie en el distrito de Dzhidinsky de República de Buriatia

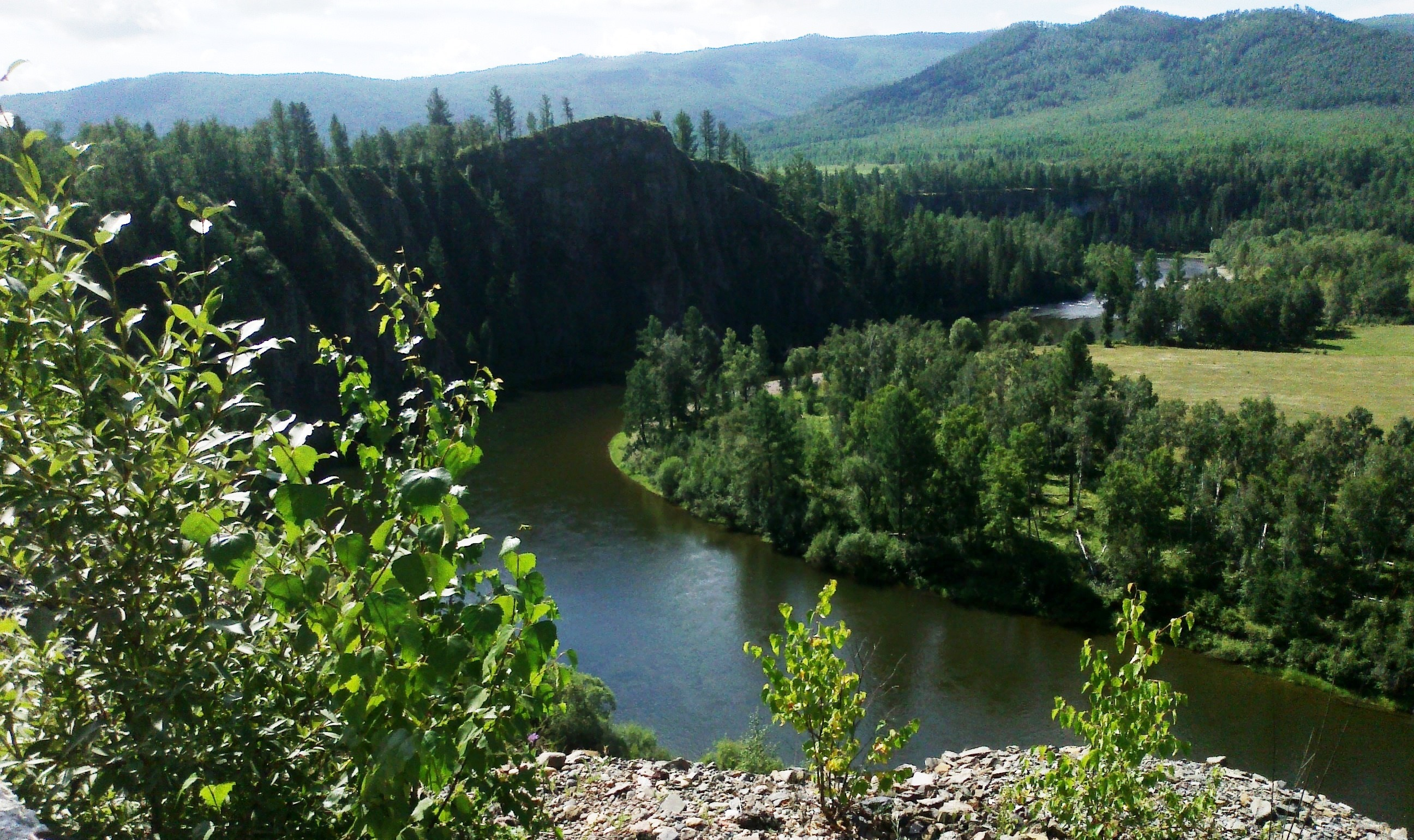
Rio Dzhida

El río Dzhidá (en ruso: Джида o Хилок, en mongol: Жида гoл, Jida gol, también aparece como Djida,  es un largo río asiático que discurre por parte oriental de la Siberia, un afluente de la margen izquierda del río Selengá, que, vía lago Baikal y río Angará, pertenece a la cuenca del Yeniséi. 
Su longitud es de 565 km y su cuenca drena 23 500 km² (mayor que países como Yibuti o Belice). 
Administrativamente, el río Dzhidá discurre por la república de Buriatia de Rusia, muy próximo a la frontera con Mongolia.

## Geografía
El Dzhidá nace a una altitud de 2200 m, en una cadena montañosa con picos que alcanzan los 2600 m y que forma parte de las montañas Chamar-Dabán, cerca de la frontera de Mongolia. Poco después de su nacimiento, el Dzhidá entra en un estrecho valle de dirección suroeste. Más tarde, cambia su dirección y luego fluye directamente hacia el este, en un extenso valle dominado al norte por las montañas Dzhidá. Corre a lo largo de la frontera ruso-mongola, de oeste a este, a una distancia de unos treinta kilómetros. 
Cruza la ciudad de Dzhidá y luego desemboca, por la orilla izquierda, en el río Selengá a una altitud de 558 m. El río no pasa por ninguna otra ciudad de importancia en todo su curso.
En general, el río está congelado desde principios de noviembre hasta finales de abril o principios de mayo.  

### Afluentes
Los principales afluentes del Dzhidá son, por la margen izquierda, los ríos Zakirka y Chamney; y, por la derecha, el Jelturá, que llega de Mongolia (en mongol: Зэлтэрийн гол / Zelteriin gol).

## Hidrometría
El caudal del Dzhidá se ha observado durante 51 años (1931-97) en la localidad de Dzhidá, pueblo localizado a unos 21 km de su confluencia con el Selengá.
El caudal medio anual del Dzhidá observado durante ese período fue de 73,5 m³/s, con un área drenada de 23 300 km² (más del 99% del total de captación del río, que tiene 23 500 km²). La lámina de escorrentía anual en la cuenca asciende a 99 mm, que es bastante pobre, como resultado de la escasez de precipitaciones en la mayor parte de su cuenca. 
El Dzhidá es un río de agua de régimen pluvial, alimentado sólo en una pequeña parte por el derretimiento de la nieve.
El aumento de las aguas se produce en el verano, de julio a septiembre inclusive, que corresponde a las precipitaciones de los monzones de Asia. En octubre y noviembre, el caudal disminuye de manera significativa, siendo el inicio del período de agua baja, que corresponde con los meses de diciembre a marzo, inclusive, y es debido a la congelación invernal que sufre toda la región. 
El caudal medio mensual observado en febrero (el mínimo estiaje) es de 3,97 m³/s, o menos del 2% del caudal medio en agosto (220 m³/s), lo que pone de relieve la gran amplitud de las variaciones estacionales. En el período de observación de 51 años, el caudal mínimo mensual fue 0,71 m³/s en el mes de febrero de 1957, mientras que el caudal máximo mensual ascendió a 839 m³/s en agosto de 1993. Sin embargo, este nivel fue bastante excepcional. 
En lo que respecta al periodo estival, libre de hielo (meses de mayo a octubre), el caudal mínimo mensual observado fue de 16,0 m³/s, en junio de 1981.
| Caudal medio mensual del Dzhidá en la estación (Datos calculados en 51 años, 1931-97, en m³/s) |
|                                                                                                |